# Poble Nou (sèrie de televisió)
Poble Nou va ser una sèrie de televisió de ficció catalana, dirigida per Joan Bas i Jaume Banacolocha i guió original de l'escriptor Josep Maria Benet i Jornet. Fou estrenada el 10 de gener de 1994 per TV3 i consta de 192 episodis de 25-30 minuts de duració cadascun. És considerada com la primera telenovel·la produïda per TV3, fet que va convertir la cadena en pionera a l'estat espanyol en la producció d'una sèrie de ficció diària.
La sèrie està ambientada en el barri del Poblenou de Barcelona. El costumisme i el factor sentimental en són els trets principals. Va tenir una mitjana de 748.000 teleespectadors durant la seua emissió.

## Argument
L'eix argumental és la família Aiguadé; l'Antònio, la Rosa i els seus tres fills. Gràcies al fet que encerten un dia la loteria amb els números 1, 2, 3, 4, 5 i 6, es traslladen a viure a la Vil·la Olímpica, a la part nova del barri del Poblenou. L'Antoni es queda la bodega de la seva tieta Victòria, que viu a la part antiga del barri, i hi obre un supermercat que, per la porta de davant dona al barri nou i per la del darrere, a l'antic.
A mesura que la història avança, es van afegint altres històries i personatges addicionals al conflicte bàsic; la paternitat secreta de l'Antònio.

## Personatges
- Antònio: Miquel Cors
- Rosa: Margarida Minguillón
- Victòria: Lola Lizaran
- Ferran: Joel Joan
- Anna: Gemma Brió
- Martí: Joaquim Gutiérrez
- Emília: Maria Jesús Lleonard
- Marc: Roger Pera
- Andreu: Alfred Lucchetti
- Xavier: Jordi Boixaderas
- Ricard: Enric Arredondo
- Helena: Teresa Manresa
- Júlia: Irene Montalà
- Mònica: Laura Conejero
- Dr. Boix: Lluís Marco
- Walter: Pavel Rouba

## Seqüeles
Poble Nou va tenir una seqüela. Ambientada a Manresa, va tenir tres parts:
- Rosa
- Rosa, punt i a part
- Rosa, la lluita

## Història de la producció
Fins a l'aparició de Poble Nou, a l'estat espanyol, no s'havia explorat en excés la via d'una sèrie de ficció diària. TVE prèviament havia emès algunes sèries, però les havia deixat de fer pels elevats costos i les plantejaven com una cosa unitària; s'enregistraven tots els capítols i posteriorment s'emetien quan la cadena precisava. El gener de 1989 apareix de la mà de Joaquim Maria Puyal, La vida en un xip, que consistia en un programa de debat setmanal i que incloïa prèviament una ficció en forma de minisèrie (La granja) amb un tema a tractar en cada episodi.
Finalment, el 1992, el departament de ficció de TVC es va proposar en una sèrie diària que es va materialitzar l'any següent amb Poble Nou. Joan Maria Benet va ser l'encarregat de bastir l'argument general del serial. La sèrie es va inspirar en la sèrie britànica Gent del barri i l'australiana Veïns, que havien estat emeses per la cadena prèviament. Entre les principals dificultats que es va trobar l'equip de la sèrie era la capacitat de produir un capítol diari. El primer episodi emès va ser el 10 de gener de 1994. Inicialment, es va decidir fer els primers 40 capítols de la sèrie; la resposta de l'audiència va ser clara i Poble Nou va enregistrar bons resultats de share. La sèrie va superar aquests primers capítols de prova i es va allargar fins a finals d'any. D'ençà de Poble Nou, TVC ha apostat per les sèries de ficció de producció pròpia diàries durant la franja de la sobretaula.